# Váiosz Karagiánisz
Váiosz Karagiánisz (görögül: Βάιος Καραγιάννης; Karadíca, 1968. június 25. –) görög válogatott labdarúgó, hátvéd, edző.

## Pályafutása

### Klubcsapatban
1989 és 1990 között az AO Karadícasz csapatában játszott. 1990 és 2002 között az AÉK Athén játékosa volt, melynek tagjaként bajnokságot, kupát és szuperkupát nyert. 2002 és 2003 között a Poszeidón Néon Póron csapatában szerepelt. 2004-től 2006-ig az Anagénniszi Karadícaszt erősítette.  

### A válogatottban
1992 és 1994 között 8 alkalommal szerepelt a görög válogatottban. Részt vett az 1994-es világbajnokságon.

## Sikerei, díjai
AÉK Athén
- Görög bajnok (3): 1991–92, 1992–93, 1993–94
- Görög kupagyőztes (4): 1995–96, 1996–97, 1999–2000, 2001–02
- Görög szuperkupagyőztes (1): 1996

## Külső hivatkozások
- Váiosz Karagiánisz adatlapja a National-Football-Teams.com oldalon (angolul)

- Váiosz Karagiánisz (angol nyelven). FootballDatabase.eu
- Váiosz Karagiánisz (német nyelven). eu-football.info
- Váiosz Karagiánisz (német nyelven). kicker.de
- Váiosz Karagiánisz adatlapja a worldfootball.net oldalon (angolul)